# ميرميرآب عليا (مقاطعة غيلانغرب)
ميرميرآب عليا (بالفارسية: میرمیرآب علیا) هي قرية تقع في قسم ويجنان الريفي في إيران. يقدر عدد سكانها بـ 207 نسمة بحسب إحصاء 2016.